# Andre Mannaart
Andre Mannaart (Krommenie, 2 november 1960) is een Nederlands voormalig kickbokser en MMA-vechter. Hij was meervoudig kampioen in het kick- en thaiboksen.
Mannaart won in 1994 de WKA-titel. Hierdoor mocht hij deelnemen aan de K-1 World Grand Prix 1994, waar hij in de kwartfinales verloor van de regerend kampioen Branko Cikatić. Gedurende zijn carrière vocht Mannaart tegen grote K-1-vechters als Ernesto Hoost, Maurice Smith en Ray Sefo. In 2010 maakte hij na elf jaar een comeback in het kickboksen tegen zijn oude rivaal Jan Lomulder. Hij verloor het gevecht op punten.
Mannaart is de hoofdtrainer en eigenaar van de sportschool Mejiro Gym in Amsterdam, die hij in 1990 overnam van Jan Plas. Hij was trainer van onder meer kampioenen Peter Aerts, Remy Bonjasky en Andy Souwer.